# Gmina Cedry Wielkie
Die Gmina Cedry Wielkie ist eine Landgemeinde im Powiat Gdański in der polnischen Woiwodschaft Pommern. Sie hat eine Fläche von 124,3 km², auf der 6986 Menschen leben (31. Dezember 2020). Ihr Sitz ist das gleichnamige Dorf (deutsch Groß Zünder, kaschubisch Wiôldżé Cedrë).

## Geographie

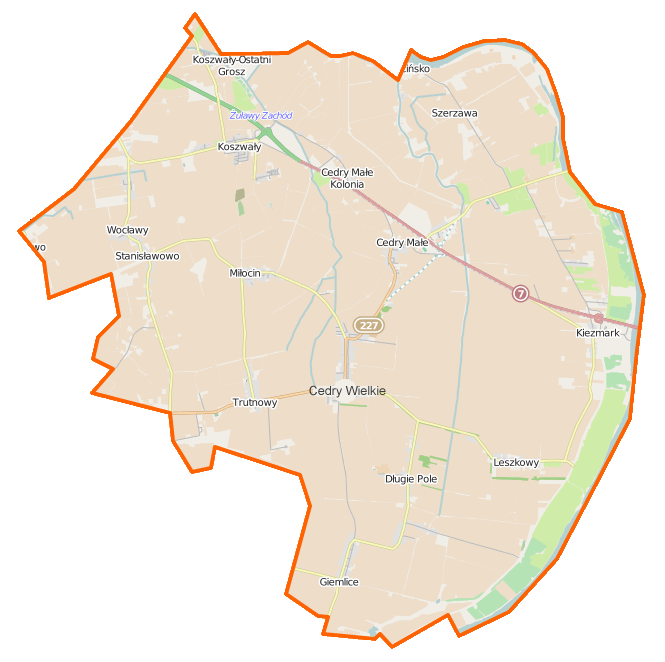
Karte der Landgemeinde

Cedry Wielkie liegt in Pommerellen, etwa 15 Kilometer östlich von Pruszcz Gdański (Praust) und 20 Kilometer südöstlich von Danzig. Die Gemeinde grenzt an die Stadt Danzig und die Landgemeinden Ostaszewo (Schöneberg), Pruszcz Gdański (Praust), Stegna (Steegen) und Suchy Dąb (Zugdam).
Die Landgemeinde liegt im Gebiet des Żuławy Wiślane (Weichsel-Nogat-Delta), ihr Gebiet ist von Landgewinnungs- und Trockenlegungsmaßnahmen geprägt. Zum Landschaftsbild gehören Kanäle und Entwässerungsgräben. Die Weichsel bildet die Ostgrenze der Gemeinde, die Tote Weichsel einen Teil der Nordgrenze zur Wyspa Sobieszewska, die zur Stadt Danzig gehört. Ein Teil der Westgrenze wird vom Fluss Motława (Mottlau) gebildet. 82 Prozent der Fläche werden landwirtschaftlich genutzt, Wald ist nicht vorhanden.

## Geschichte
Mit der Ersten Polnischen Teilung kam das Gemeindegebiet 1772 zum Königreich Preußen und zur Provinz Westpreußen. Aufgrund der Bestimmungen des Versailler Vertrags fiel das Gebiet nach dem Ersten Weltkrieg 1920 an die Freie Stadt Danzig.
In der Folge des Zweiten Weltkriegs gelangte Westpreußen an Polen. Die ortsansässige Bevölkerung wurde vertrieben.
Von 1975 bis 1998 gehörte die Landgemeinde zur Woiwodschaft Danzig.

## Gemeindegliederung

### Schulzenämter
Zur Landgemeinde Cedry Wielkie gehören dreizehn Ortsteile mit jeweils einem Schulzenamt.
| polnischer Name | deutscher Name (bis 1945) | Einw. (2006) | Lage   | Bild                              |
| --------------- | ------------------------- | ------------ | ------ | --------------------------------- |
| Błotnik         | Schmerblock               | 344          | (Lage) | Marina in Błotnik                 |
| Cedry Małe      | Klein Zünder              | 927          | (Lage) | Entwässerungskanal bei Cedry Małe |
| Cedry Wielkie   | Groß Zünder               | 1007         | (Lage) | Altes Haus in Cedry Wielkie       |
| Długie Pole     | Langfelde                 | 584          | (Lage) | Heiligenhäuschen in Długie Pole   |
| Giemlice        | Gemlitz                   | 253          | (Lage) | Straßenansicht in Cedry Wielkie   |
| Kiezmark        | Käsemark                  | 370          | (Lage) | Weichsel bei Kiezmark             |
| Koszwały        | Gottswalde                | 828          | (Lage) | Holzhaus in Koszwały              |
| Leszkowy        | Letzkau                   | 273          | (Lage) | Altes Haus in Leszkowy            |
| Miłocin         | Herzberg                  | 253          | (Lage) | Kulturhaus in Miłocin             |
| Stanisławowo    | Schönau                   | 182          | (Lage) | Werderlandschaft bei Stanisławowo |
| Trutnowy        | Trutenau                  | 1100         | (Lage) | Schule in Trutnowy                |
| Trzcinisko      | Schönrohr                 | 223          | (Lage) | Kanal bei Trzcinisko              |
| Wocławy         | Wotzlaff                  | 305          | (Lage) | Alte Gräber in Wocławy            |

### Weitere Ortschaften

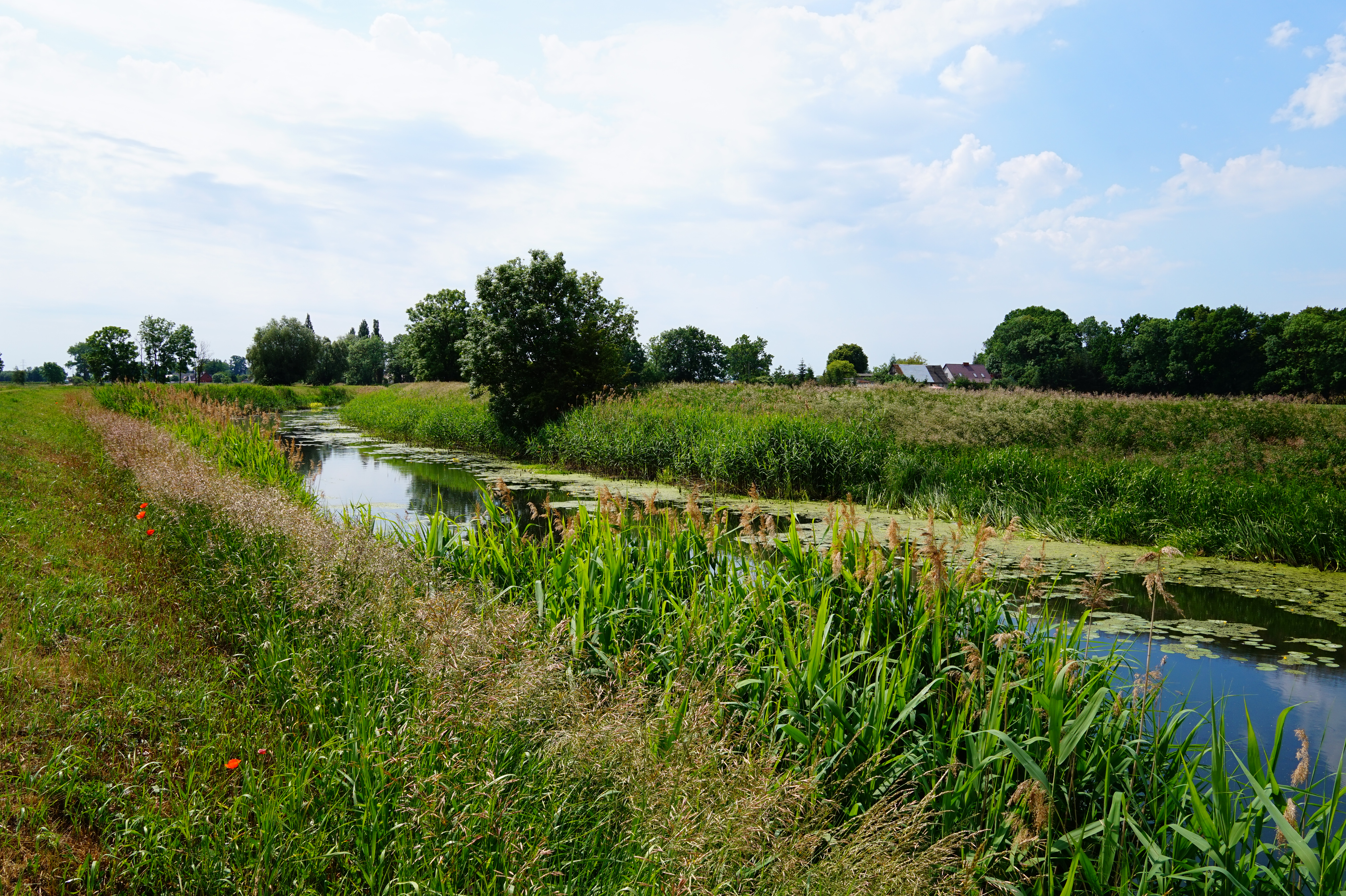
Motława

Die Landgemeinde umfasst vier weitere Ortschaften ohne Schulzenamt.
| polnischer Name | deutscher Name (bis 1945) | Einw. (2006) | Lage   | Schulzenamt |
| --------------- | ------------------------- | ------------ | ------ | ----------- |
| Miłocin Drugi   | Miłocin Zwei              | 230          | (Lage) | Koszwały    |
| Ostatni Grosz   | Neuepfund                 | ?            | (Lage) | Koszwały    |
| Serowo          | –                         | 370          | (Lage) | Kiezmark    |
| Szerzawa        | Breitfelde                | ?            | (Lage) | Trzcinisko  |

## Denkmalgeschützte Sehenswürdigkeiten
- Drei besondere Vorlaubenhäuser in Koszwały (1792), Miłocin (1730) und Trutnowy (1720) stehen unter Denkmalschutz.
- Pfarrkirche in Cedry Wielkie, 14. Jahrhundert
- Pfarrkirche in Giemlice, 1840/41
- Pfarrkirche in Kiezmark, 1727, Friedhof
- Kirche (14.–16., 19. Jahrhundert), Kirchhof mit altem Baumbestand in Leszkowy
- Pfarrkirche in Trutnowy, 14. und 17. Jahrhundert; alte Gräber
- Pfarrhaus in Trutnowy, 1728
- Kirchenruine in Wocławy, 14. Jahrhundert und 1730
- Deichmeisterei bei Kiezmark, Holzhaus.[5]

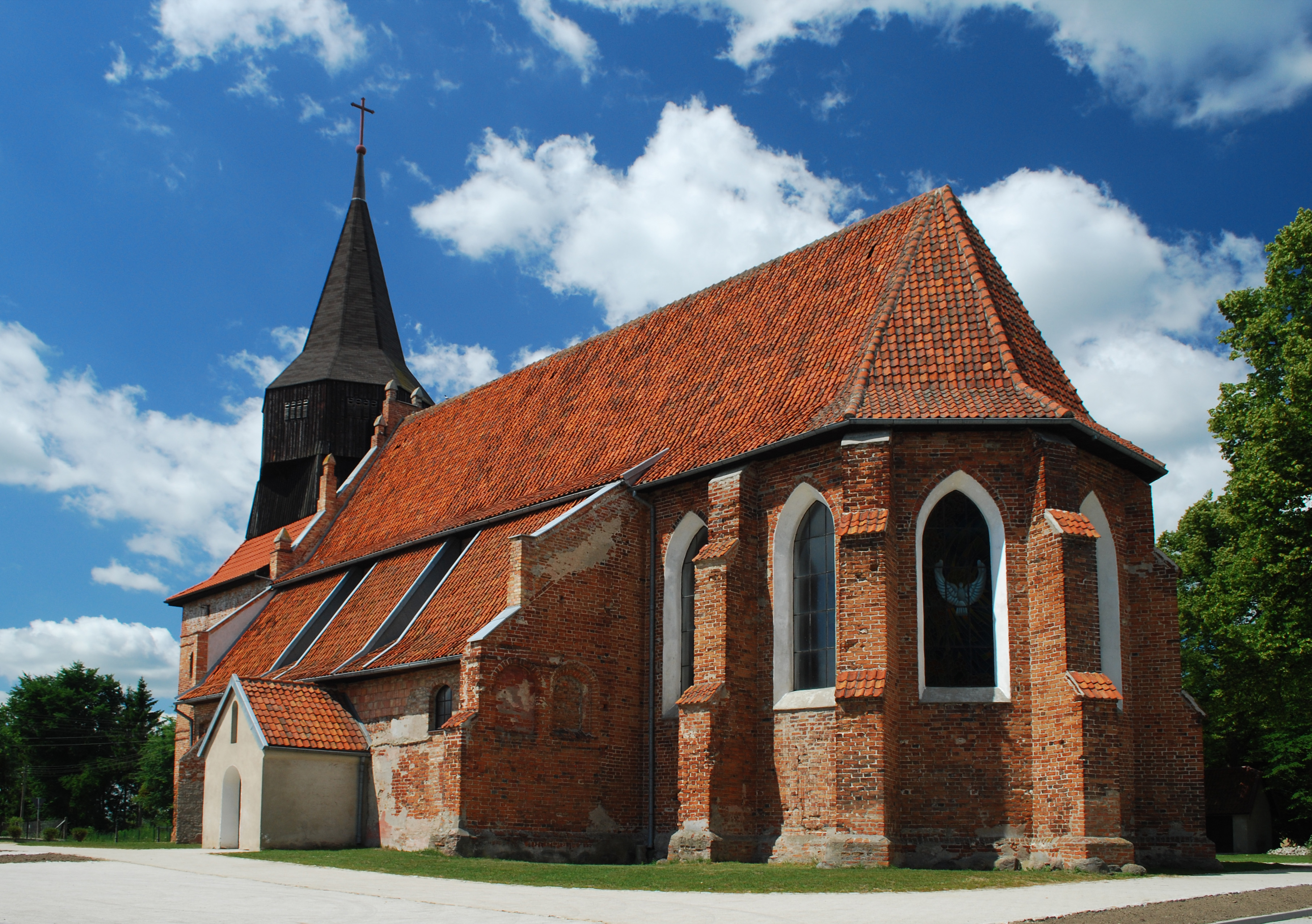
Kirche in Cedry Wielkie
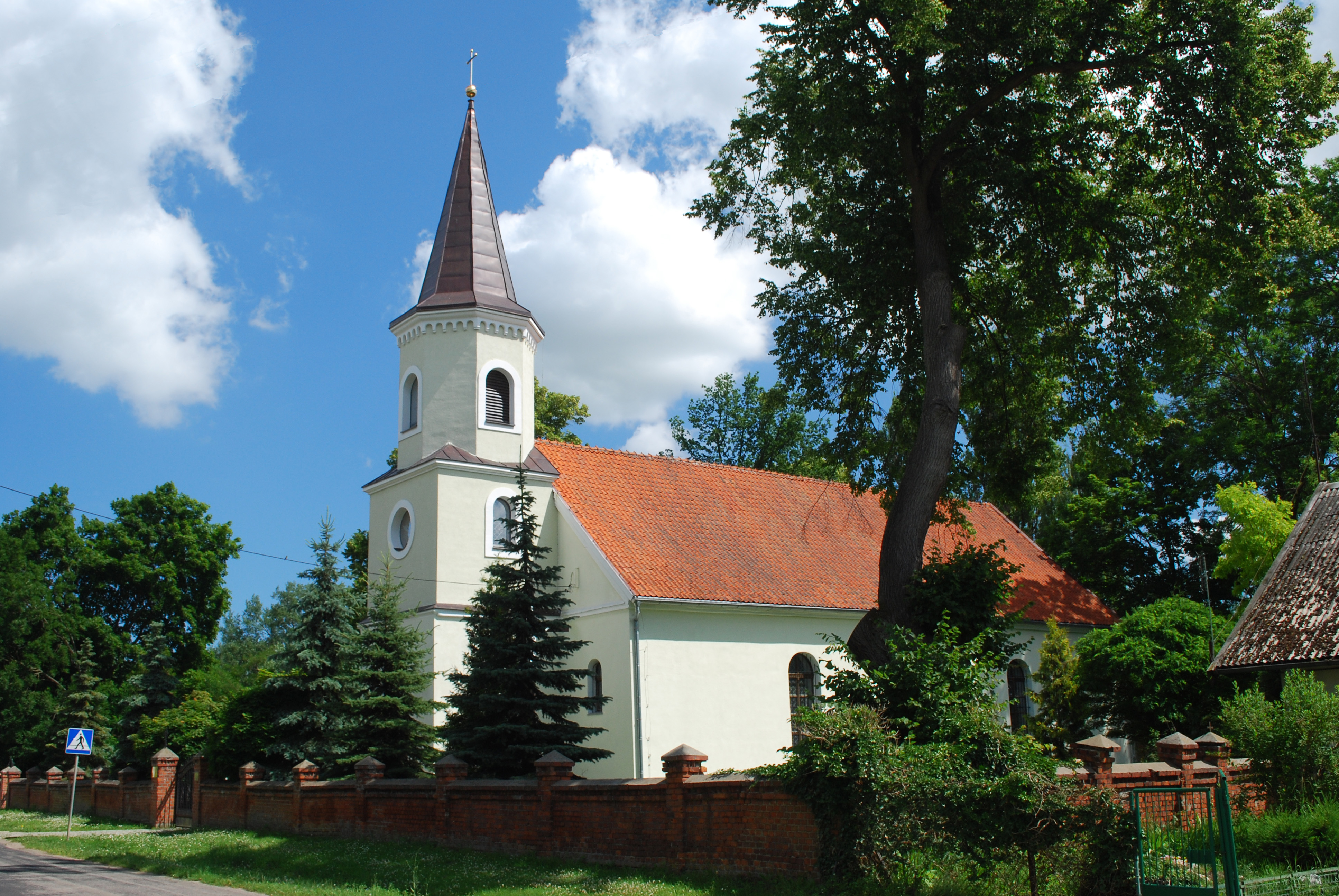
Kirche in Giemlice
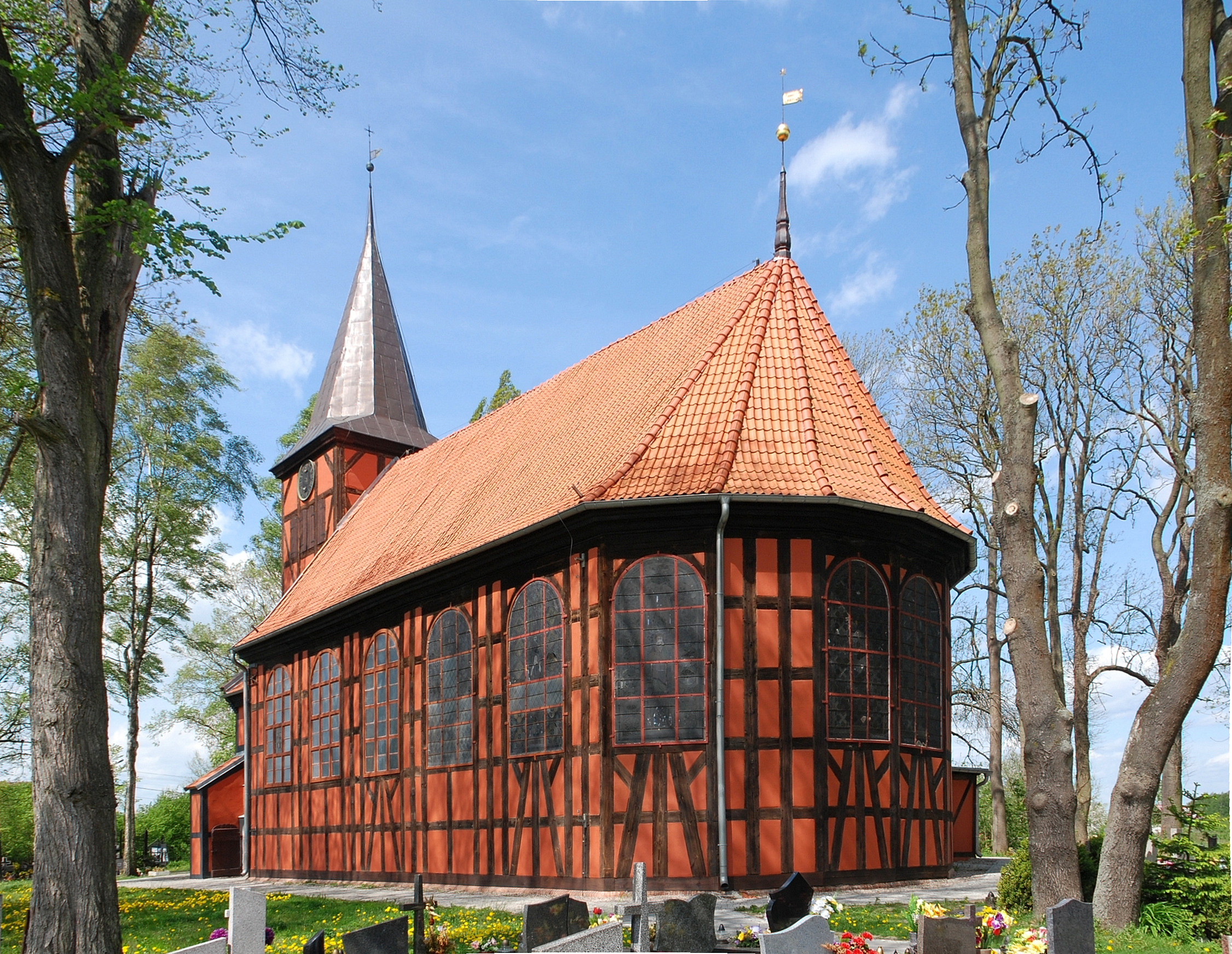
Kirche in Kiezmark
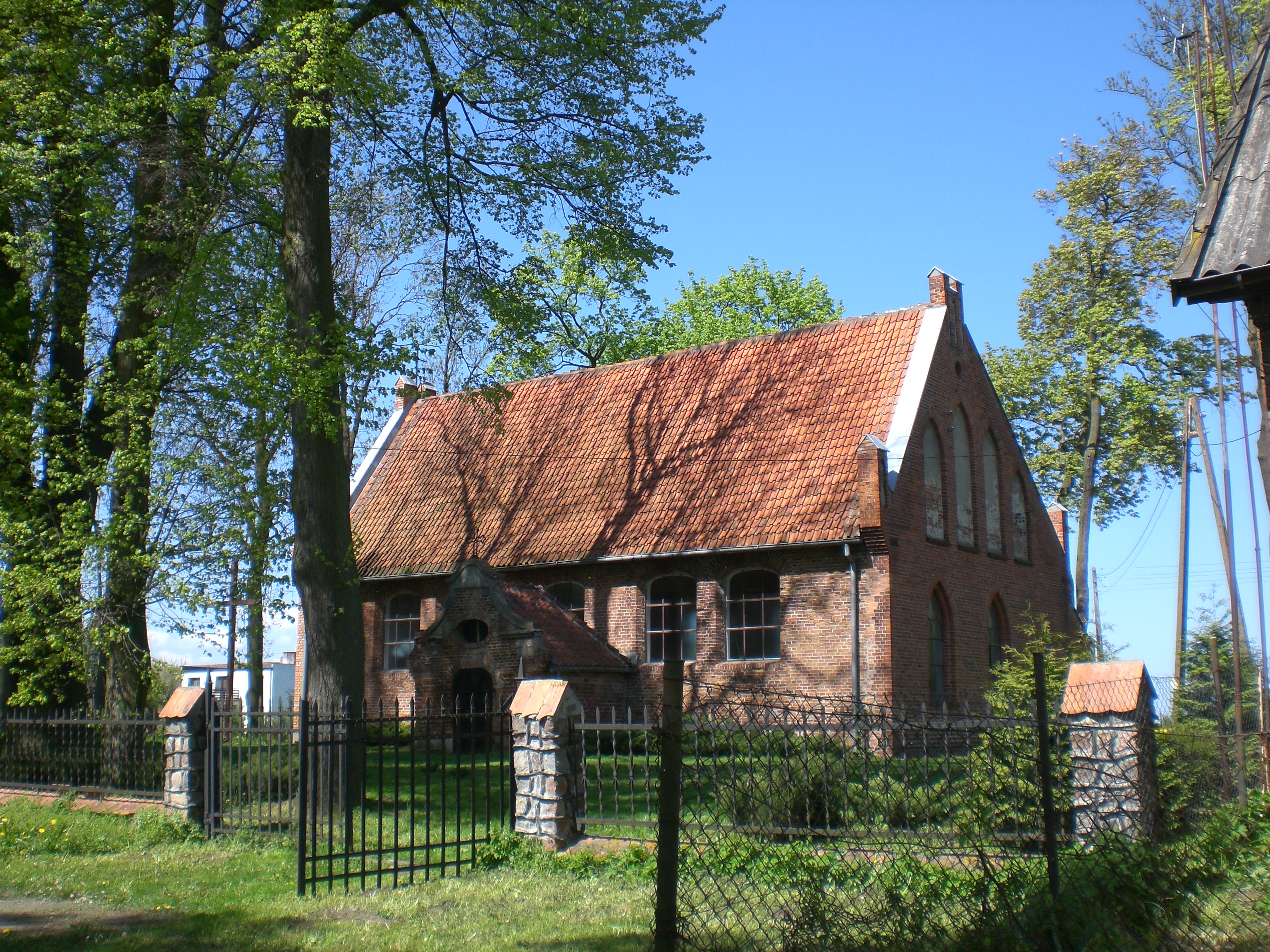
Kirche in Leszkowy
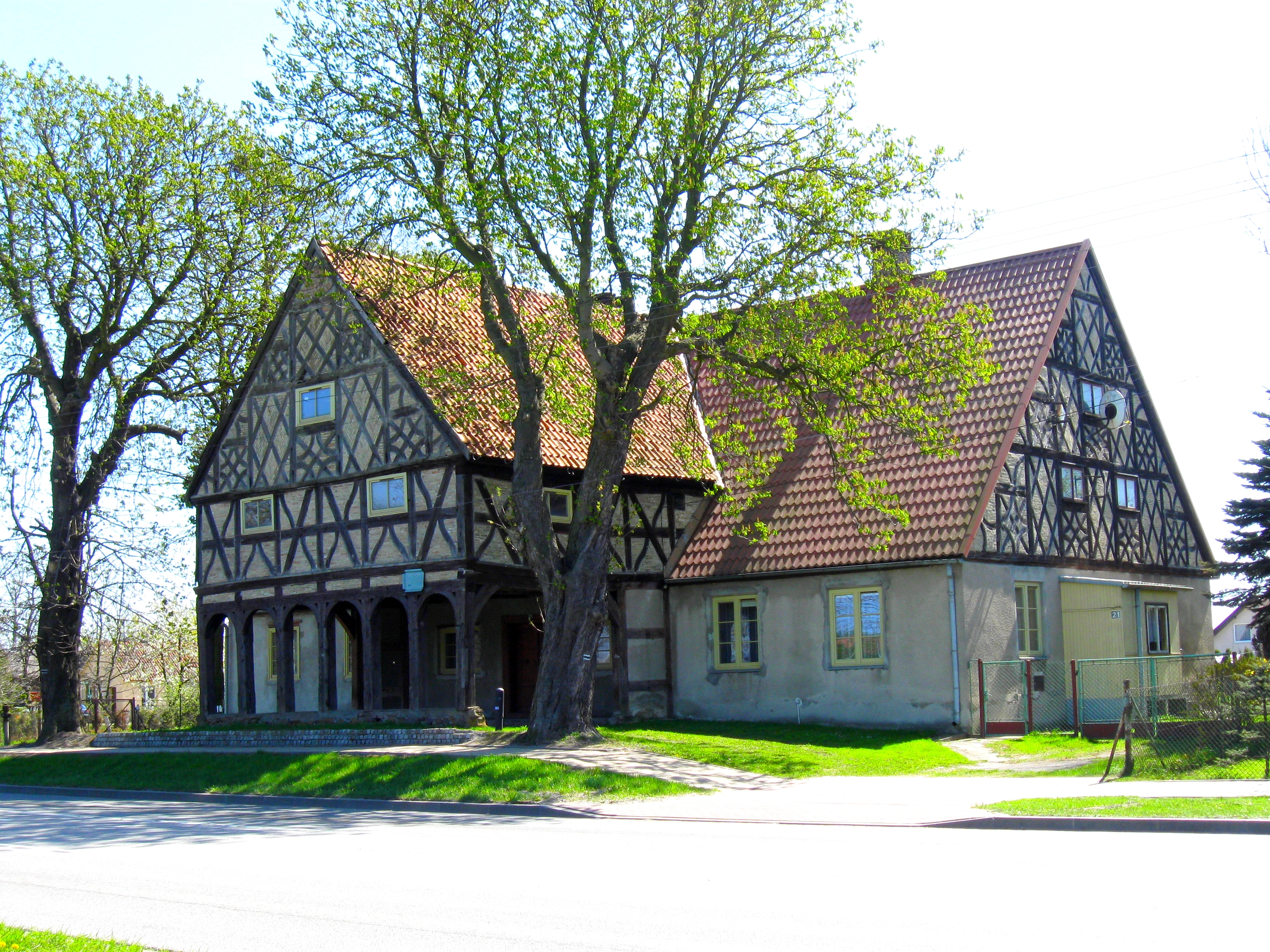
Vorlaubenhaus in Koszwały
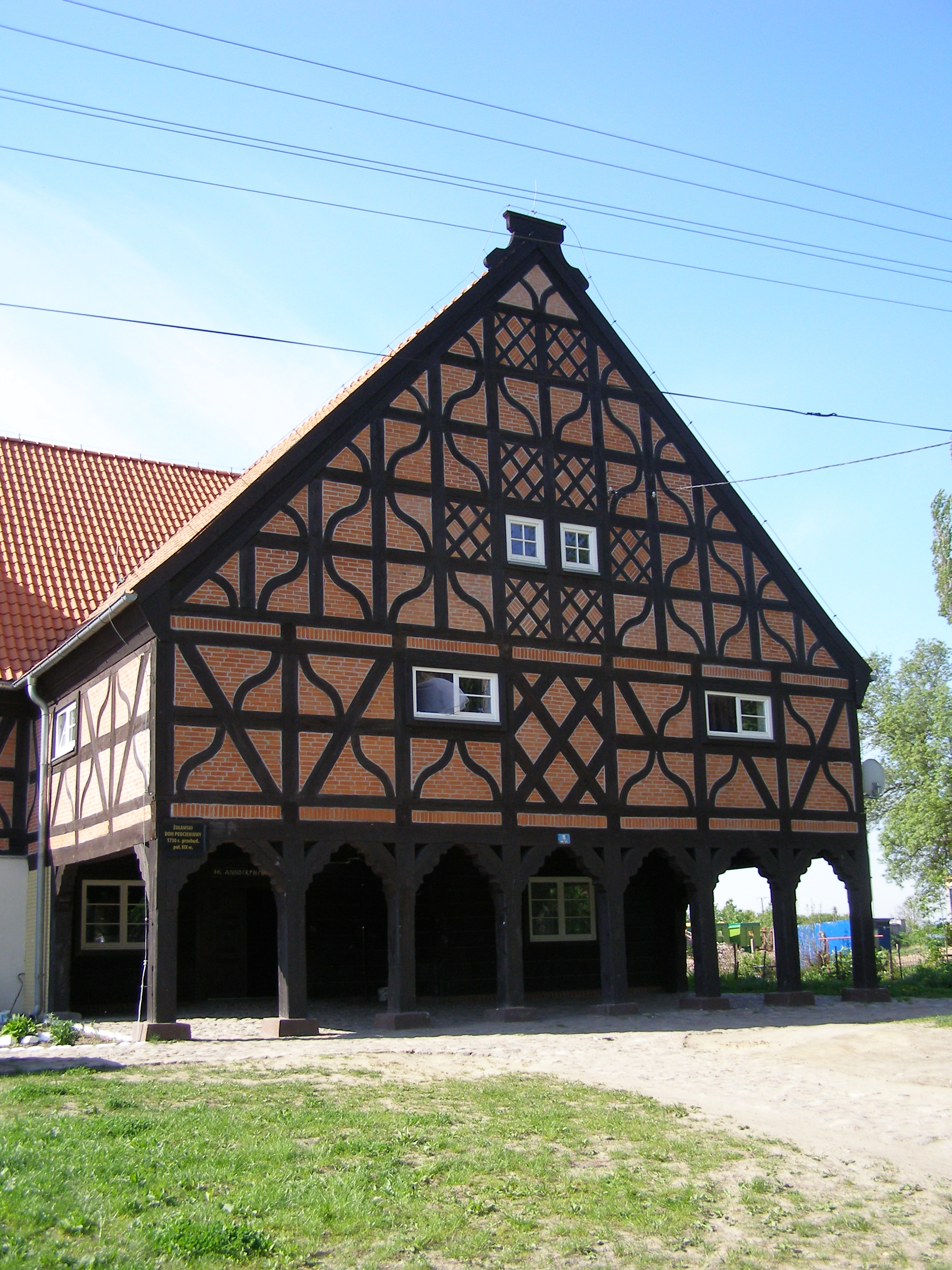
Vorlaubenhaus in Miłocin
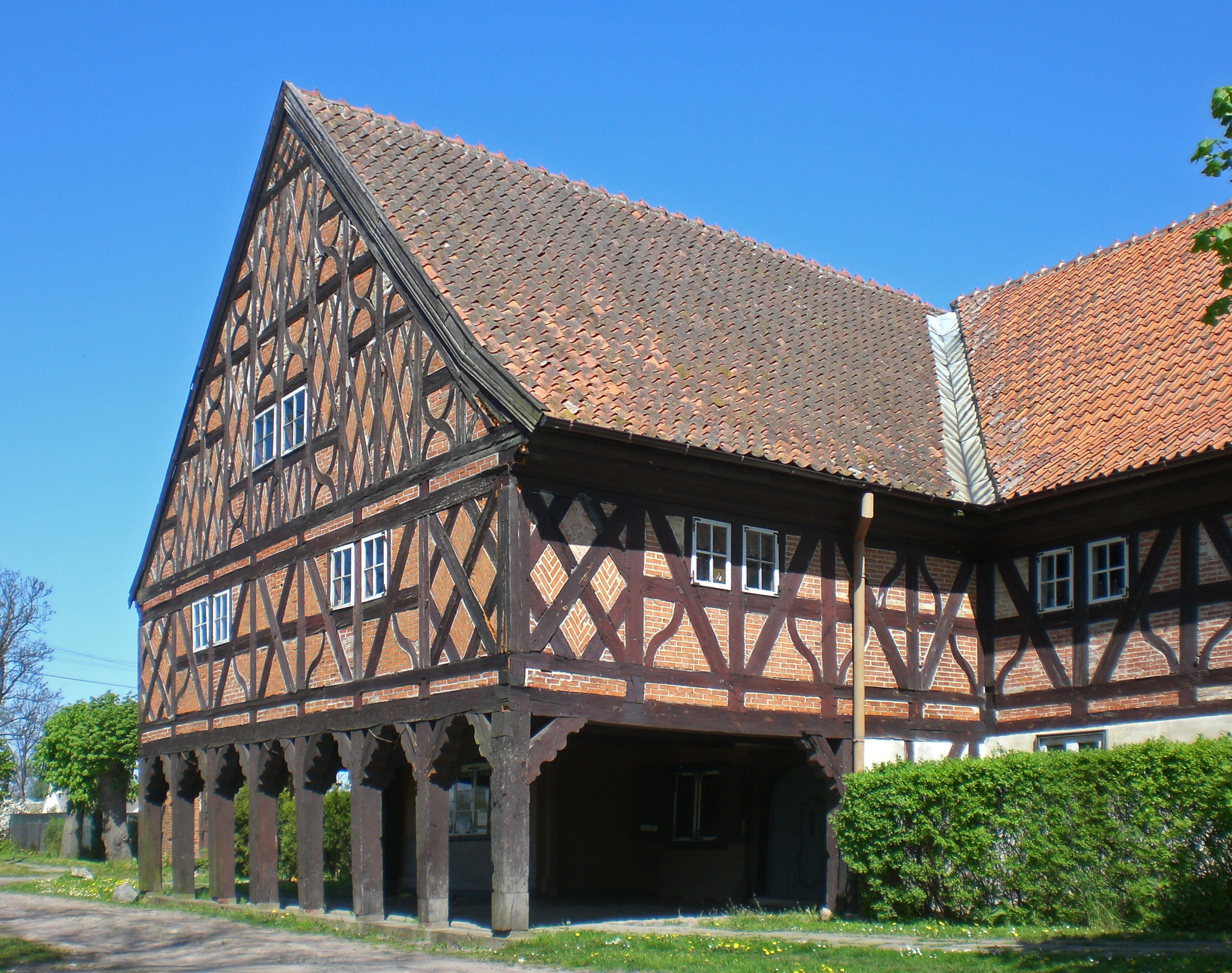
Vorlaubenhaus in Trutnowy
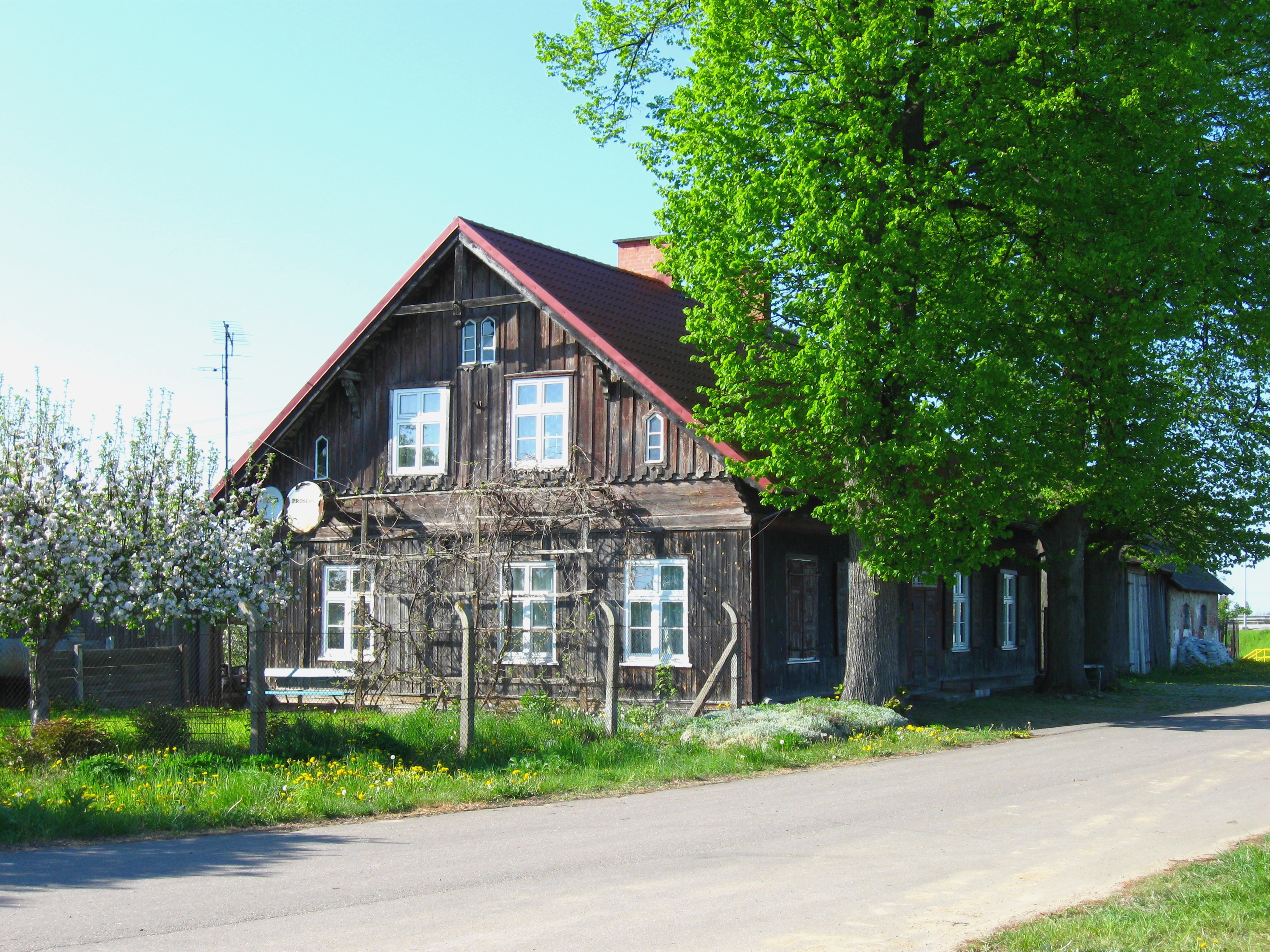
Deichmeisterei bei Kiezmark

## Verkehr
Die Schnellstraße S7 führt von Danzig nach Koszwały. Błotnik hat 2012 eine moderne Marina für 120 Boote erhalten.

## Persönlichkeiten
- Amandus Mey (* 1837 in Gemlitz; † nach 1893), Landwirt und Mitglied des Reichstags des Deutschen Kaiserreichs
- Franz Doerksen (* 1860 in Groß Zünder; † 1930), Mitglied des Deutschen Reichstags
- Bernhard von Wiecki (* 1884; † 1940 im KZ Stutthof), Priester in Wotzlaff und Gewaltopfer der katholischen Kirche.